# The Barnyard
Pour plus de détails, voir Fiche technique et Distribution.
The Barnyard est un film muet américain de comédie réalisé en 1923 par Larry Semon dans lequel Oliver Hardy est un des interprètes.

## Fiche technique
- Titre : The Barnyard
- Réalisation : Larry Semon
- Scénario :  Larry Semon
- Producteur : Albert E. Smith
- Production : Vitagraph Company of America
- Pays de production :  États-Unis
- Durée :
- Format : Noir et blanc
- Langue : Muet
- Genre : Comédie
- Dates de sortie :
  -  États-Unis : 1923

## Distribution
- Larry Semon :
- Oliver Hardy :
- Al Thompson